# Djenifer Becker
Djenifer Becker, zumeist Djeni genannt, (* 25. Juni 1995 in Ibicaré, SC) ist eine brasilianische Fußballspielerin.

## Karriere

### Verein
In ihrer frühen Jugend spielte Becker in Schülermannschaften ihrer Heimatstadt im Staat Santa Catarina, bis sie 2010 von Nachwuchssuchern der AE Kindermann entdeckt wurde. In der Talentschmiede von Caçador avancierte sie schnell zur Stammkraft und führte das Team als Mannschaftskapitän zur brasilianischen Vizemeisterschaft 2014 und zum Gewinn der Copa do Brasil 2015. Unmittelbar darauf ist sie zur neuaufgestellten Frauenmannschaft des São Paulo FC gewechselt, mit der sie die Vizemeisterschaft im Staat São Paulo erreichte. Trotz dieses Erfolges ist das Team mangels eines Sponsors vom SPFC sofort wieder aufgelöst wurden. Darauf ist Becker zum São José EC gewechselt, mit dem sie noch im selben Jahr erneut brasilianische Vizemeisterin wurde.
Ab dem Januar 2016 war Becker beim EC Iranduba im Staat Amazonas unter Vertrag, bei dem sie gleichfalls die Kapitänsbinde des Frauenteams trug. Auch lief sie für dessen Futsalmannschaft auf. Nach vier erfolgreichen Spielzeiten gab sie am 6. Dezember 2019 ihren Abschied von Iranduba und am 25. Dezember 2019 ihren Wechsel zum SC Internacional nach Porto Alegre bekannt. Für diesen Club erzielte sie am 9. Februar 2020 in der Partie gegen den São José EC (Endstand 2:0) im Estádio do Vale von Novo Hamburgo das erste Erstligator seiner Frauenmannschaft. Ihr Einsatz am dritten Spieltag der Saison 2021 in der Begegnung gegen den CR Flamengo am 25. April 2021 markierte ihren 100. Einsatz in einem brasilianischen Erstligaspiel.
Zu Jahresbeginn 2024 wechselte Becker zum CR Flamengo nach Rio de Janeiro. Ihr erstes Pflichtspieltor für ihren neuen Club erzielte sie in der Partie des sechsten Spieltages der Série A1 2024 gegen ihren alten Verein SC Internacional am 21. April 2024.

### Nationalmannschaft
Becker gehörte 2012 der U-17- und 2014 der U-20-Auswahl der brasilianischen Nationalmannschaft an. Sowohl bei der siegreichen U-17-Südamerikameisterschaft in Bolivien wie auch beim Viertelfinalaus bei der U-17-Weltmeisterschaft in Aserbaidschan erzielte sie je ein Tor. Bei letzterem Turnier gegen die deutsche Auswahl. Beim Gewinn der U-20-Südamerikameisterschaft 2014 in Uruguay erzielte sie drei Tore in sechs Spielen. Beim darauffolgenden Vorrundenaus bei der U-20-Weltmeisterschaft in Kanada ist sie bei drei Einsätzen torlos geblieben. 
Im Juni 2017 ist Becker erstmals in den Kader der brasilianischen A-Nationalmannschaft für die Freundschaftsspiele gegen Spanien (10. Juni) und Island (13. Juni) berufen wurden. In beiden Spielen ist sie jeweils eingewechselt wurden. Ihr Startelfdebüt hatte sie in ihrem dritten Einsatz am 4. Juli 2017 im Testländerspiel gegen die deutsche Auswahl (1:3) in Sandhausen. 

## Erfolge

### Fußball
Nationalmannschaft:
- U20-Südamerikameisterin: 2014
- U17-Südamerikameisterin: 2012
- Siegerin des Vier-Nationen-Turniers in China: 2017

Verein:
- Brasilianische Pokalsiegerin: 2015
- Staatsmeisterin von Rio de Janeiro: 2024
- Staatsmeisterin von Rio Grande do Sul: 2020, 2021, 2023
- Staatsmeisterin von Amazonas: 2016, 2017, 2018
- Staatsmeisterin von Santa Catarina: 2010, 2011, 2012, 2013, 2014

### Futsal
- Staatsmeisterin von Amazonas: 2016

### Auszeichnungen
- Prêmio Craque do Brasileirão: Mannschaft des Jahres 2018